# Floribundaria subintegra
Floribundaria subintegra är en bladmossart som beskrevs av Brotherus 1927. Floribundaria subintegra ingår i släktet Floribundaria och familjen Meteoriaceae. Inga underarter finns listade i Catalogue of Life.